# Acalypha brachyclada
Acalypha brachyclada é uma espécie de flor do gênero Acalypha, pertencente à família Euphorbiaceae.